# Góra Pięciu Braci
Góra Pięciu Braci (niem. Fünfbrüderberg) – wzniesienie morenowe w Gdańsku, na osiedlu Orunia, na terenie Parku Oruńskiego.
Wysokość wzgórza wynosi 41 m n.p.m.. 

## Położenie
Wzgórze położone jest na południu parku, tworzy razem z Górą Glinianą i Górą Łez pradolinę Potoku Oruńskiego, w której położony jest Park Oruński. Znajduje się na terenie zespołu przyrodniczo-krajobrazowego Dolina Potoku Oruńskiego.
Od północnego wschodu wzgórze posiada dosyć strome zbocza. Od południa daje początek trochę niższym wzgórzom, ciągnącym się aż do Maćkowych. Zachodnie zbocze leży nad wyższym stawem Parku Oruńskiego. Wzniesienie jest porośnięte starymi drzewami, które utrudniają obserwację.
Na wzgórzu znajdują się dwa głazy z dawnych pięciu. Według niepotwierdzonych przekazów miejsce to było niegdyś miejscem kultu pogańskiego, tak jak niedalekie Wzgórza Świętego Wojciecha. Płaski kamień znajdujący się na szczycie miał niegdyś służyć do celów obrzędowych.
Na południe od wzgórza znajduje się Zbiornik Wody Stara Orunia - zabytek i obszar Natura 2000.

## Lodownia

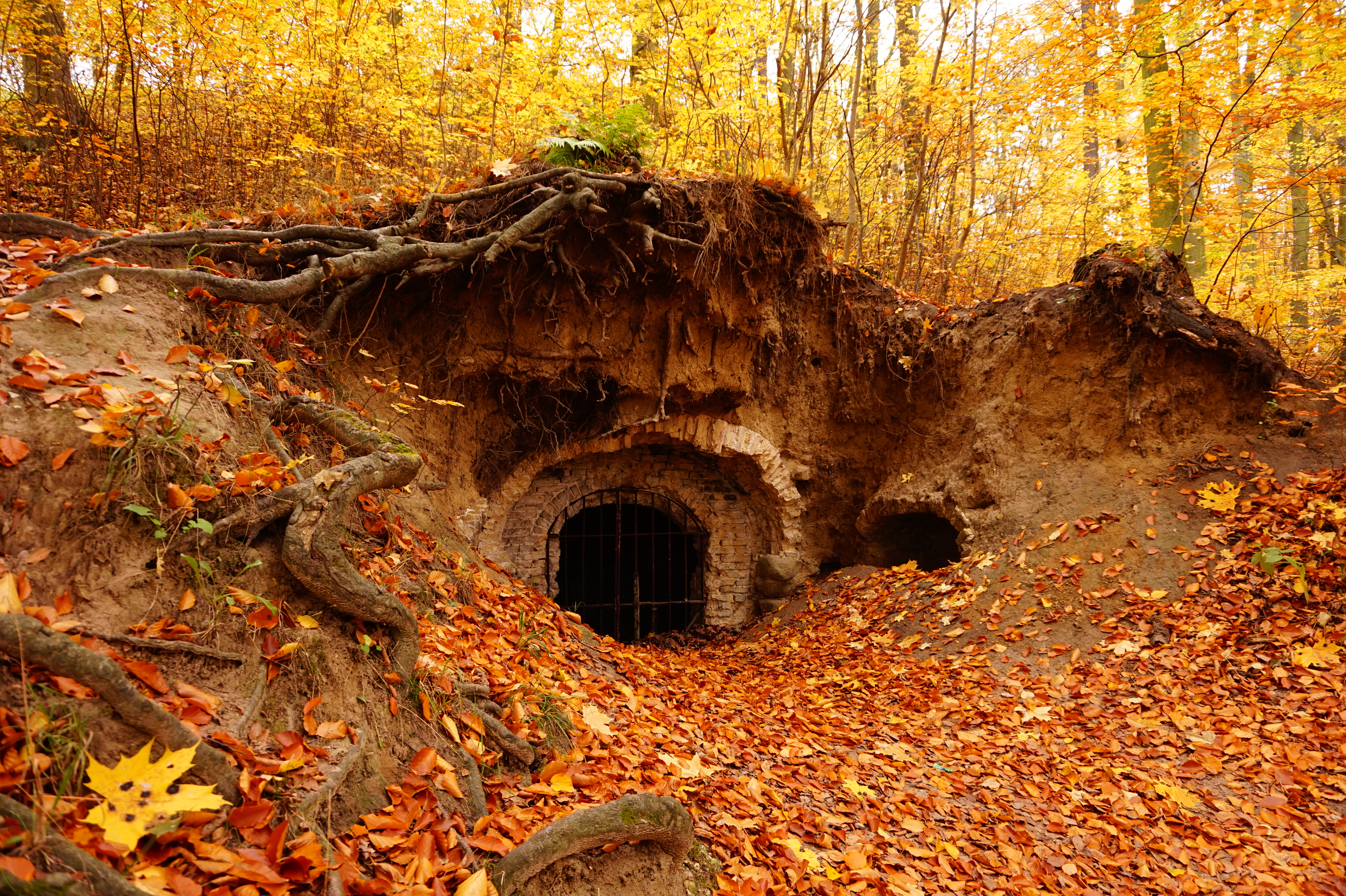
Wejście do lodowni

Na północnym zboczu wzgórza znajduje się wejście do wydrążonej w XVII wieku lodowni. Prowadzące do niej wejście wymurowane jest z drobnej żółtej cegiełki. Hala we wnętrzu wzgórza zbudowana jest z polnych kamieni. Obecnie wejście do niej jest zakratowane a sam obiekt zanieczyszczony warstwą liści.

## Legenda
Miejscowa legenda znana powszechnie przez mieszkańców Oruni jeszcze przed wojną a spisana przez prof. Jerzego Sampa głosi, że na wzgórzu tym zwanym  w czasach schyłku pogaństwa Dębową Górą, mieszkało pięciu bardzo zamożnych braci będących właścicielami Oruni. Trzymali oni w warowni na szczycie tegoż wzgórza odizolowaną od świata siostrę imieniem Orana. W wielkiej tajemnicy napadali nocami na kupców podróżujących po niedalekim trakcie prowadzącym do Gdańska.
Pewnej nocy siostra podejrzała jak zdobywają kosztowności jej bracia. Uciekła do Gdańska i wstąpiła do zakonu. Mijały lata, Orana została przełożoną zakonu. Pewnego razu wyruszyła w podróż wraz z mnichem do Starogardu w celu odebrania kosztownej relikwii. Po drodze jednak napadli ją jej bracia. Nie rozpoznali jednak siostry. Została przez nich postrzelona z kuszy. Na chwilę przed śmiercią rozpoznała swoich braci.
Rozbójnicy załamali się. Podróżujący z Oraną zakonnik nałożył na nich pokutę: mieli wtoczyć na szczyt wzgórza pięć głazów tworzących u jej podnóża pogański krąg. Na przeciwległym wzniesieniu wydrążyli grobowiec w którym pochowali Oranę razem z wszystkimi swoimi kosztownościami. Bracia wtoczyli głazy na szczyt obecnej Góry Pięciu Braci. Nadludzki wysiłek przypłacili życiem. Miejscowi ludzie pochowali ich pod głazami.